# Ratpenat de Keen
El ratpenat de Keen (Myotis keenii) és una espècie de ratpenat de la família dels vespertiliònids. Viu al Canadà (Colúmbia Britànica) i els Estats Units (Alaska i Washington). El seu hàbitat natural són els boscos costaners, especialment si són madurs. Està amenaçat per la destrucció d'hàbitat. Fou anomenat en honor del missioner britànic John Henry Keen.